# Lake Sebu
Lake Sebu is een gemeente in de Filipijnse provincie South Cotabato op het eiland Mindanao. Bij de laatste census in 2007 had de gemeente ruim 60 duizend inwoners.

## Geografie

### Bestuurlijke indeling
Lake Sebu is onderverdeeld in de volgende 19 barangays:
| - Bacdulong - Denlag - Halilan - Hanoon - Klubi - Lake Lahit - Lamcade - Lamdalag - Lamfugon - Lamlahak | - Lower Maculan - Luhib - Ned - Poblacion - Siluton - Takunel - Talisay - Tasiman - Upper Maculan |

## Demografie
Lake Sebu had bij de census van 2007 een inwoneraantal van 60.401 mensen. Dit zijn 6.259 mensen (11,6%) meer dan bij de vorige census van 2000. De gemiddelde jaarlijkse groei komt daarmee uit op 1,52%, hetgeen lager is dan het landelijk jaarlijks gemiddelde over deze periode (2,04%). Vergeleken met de census van 1995 is het aantal mensen met 12.784 (26,8%) toegenomen.

De bevolkingsdichtheid van Lake Sebu was ten tijde van de laatste census, met 60.401 inwoners op 702 km², 67,8 mensen per km².